# Rhynchagrotis meta
Rhynchagrotis meta är en fjärilsart som beskrevs av Smith 1903. Rhynchagrotis meta ingår i släktet Rhynchagrotis och familjen nattflyn. Inga underarter finns listade.